# Superhelden (genre)
Het genre Superhelden kan onderverdeeld worden in twee aan elkaar verwante genres. het genre Superheldenfictie en het genre in de filmbranche de Superheldenfilm.

## Superheldenfictie
Superheldenfictie is een vorm van fictie die voornamelijk wordt toegepast in de verhalen van Amerikaanse comicbooks. In deze verhalen worden de avonturen, persoonlijkheden en de ethieken van gecostumeerde misdaad bestrijdende personages verkend, die daarin bekend staan als superhelden. Deze superhelden beschikken soms over superkrachten, en bestrijden daarmee vaak criminelen met die over dezelfde soort krachten beschikken. Zij staan bekend als supercriminelen. Het genre wordt ook toegepast in andere media door middel van adaptaties van de originele comicverhalen. voorbeelden hiervan zijn de films: Man of Steel, Wonder Woman, Aquaman, The Avengers, Guardians of the Galaxy. Maar het genre wordt ook toegepast in series, zoals in: The Flash, Arrow, Supergirl, Luke Cage, Daredevil, Iron Fist.

## Superheldenfilm
De superheldenfilm is een filmgenre waarin superhelden centraal staan. Het is doorgaans een subgenre van de sciencefictionfilm, fantasyfilm of actiefilm. De meeste superheldenfilms zijn verfilmingen van andere media waarin superhelden centraal staan, zoals comics en animatieseries, maar er zijn ook superheldenfilms met een origineel verhaal.

### Geschiedenis
Superheldenfilms bestaan reeds sinds de jaren 30 van de 20e eeuw, toen de eerste superhelden hun intrede deden in comics. De eerste superheldenfilms waren series van korte films, de zogenaamde serial films, welke voornamelijk voor kinderen waren bedoeld. De eerste was Mandrake the Magician (1939). Hier volgden o.a. Adventures of Captain Marvel (1941), Batman (1943), The Phantom (1943), Captain America (1944) en Superman (1948).
Vanaf de jaren 50 raakte het genre in verval omdat de serial films aan populariteit verloren en bovendien de superheldenstrips onder vuur kwamen te liggen, wat onder andere leidde tot invoering van de Comics Code. Wel werd geëxperimenteerd met langspeelfilms over superhelden. Een van de eerste lange superheldenfilms was de Japanse film Ōgon Bat (1966).
Vanaf de jaren 70 kende het genre een heropleving, beginnend met Richard Donner's Superman (1978), de eerste superhelden-blockbuster. In de jaren 80 en vroege jaren 90 volgden hierna de superheldenfilms elkaar snel op. Bekende titels uit deze periode zijn Superman II (1980), Flash Gordon (1980), Batman (1989), Captain America (1990), Batman Returns (1992), The Punisher (1989) en The Phantom (1996). De meeste film van deze films waren net als de film serials uit de jaren 40 voornamelijk op kinderen gericht. Alex Proyas' The Crow (1994) was de eerste stripverfilming die een andere richting insloeg met een verhaal gericht op een oudere doelgroep, en duidelijk meer geweld dan tot dusver gebruikelijk was in superheldenfilms. Ook de film Blade (1998) hield diezelfde stijl van geweld aan.
Begin de 21ste eeuw nam de interesse in superheldenfilms sterk toe door onder andere het succes van Columbia Pictures’s Spider-Man en 20th Century Fox's X-Men. Vanaf 2000 verschenen jaarlijks 1 of meer grote superheldenfilms. Ook buiten de Verenigde Staten kende het genre een sterke groei, waaronder in Japan. Marvel Comics is momenteel in Amerika de grootste speler op de markt voor superheldenfilms met het Marvel Cinematic Universe. Anderzijds zien we ook steeds meer kritische satires op het genre zoals bijvoorbeeld Legends of Tomorrow (2016-2022), Kick-Ass (2010) of Gen V (2023-) en diens voorloper The Boys (2019-). 
Behalve in live-action zijn er ook veel animatiefilms die binnen het superhelden-genre vallen. Bekende voorbeelden zijn Batman: Mask of the Phantasm, The Incredibles en Big Hero 6